# Argyrometra
Genre
Argyrometra est un genre de comatules de la famille des Antedonidae.

## Liste d'espèces
Selon World Register of Marine Species (31 mars 2015) :
- Argyrometra crispa (AH Clark, 1908)
- Argyrometra mortenseni AH Clark, 1917